# شوشان‌دخت
شوشان‌دخت (پارسی میانه: 𐭱𐭩𐭱𐭩𐭭𐭲𐭥𐭤𐭲) همسر یزدگرد یکم ساسانی و مادر بهرام گور بوده است. او دختر یک رأس جالوت یهودی به نام ربی هونا بود.
او محله یهودی‌نشین اصفهان را ساخته‌است. گفته شده که شوشان‌دخت همچنین شوش و شوشتر را بنیاد گذاشته‌ است که از نظر آثار باستانی به جا مانده از شهر شوش و شوشتر که به هخامنشیان و اشکانیان بر میگردد و نشان دهنده‌ی وجود  شهرهایی در این مناطق‌اند، این گفته نادرست است. وجود یک ملکه یهودی زندگی یهودیان ایرانی را بسیار بهبود بخشید و در این دوره رأس جالوت یهودی به‌طور منظم در دربار شاه حضور داشت. برخی از پژوهشگران همچون ارنست هرتسفلد حدس زده‌اند که آرامگاه استر و مردخای در شهر همدان ممکن است آرامگاه شوشان‌دخت باشد.

## روایت کتاب شهرستان‌های ایرانشهر
در کتاب فارسی میانه شهرستان‌های ایرانشهر، در بند چهل و هفتم چنین آمده‌است:
šahrestān (ī) šus ud šustar šišīnduxt zan ī yazdgird šabūhrān kard čiyōn duxt ī rēš-galūdag yahūdagān šāh mād-iz i wahram i gōr būd.
شهرهای شوش و شوشتر را شیشین‌دخت، همسر یزدگرد پسر شاپور، بنا نهاد که دختر رش گالوت، شاه یهود و همچنین مادر بهرام گور بود.
در بند دهم همین کتاب (شهرستان‌های ایرانشهر) در مورد همین زن آمده‌است:
šahrestān ī xwārazm narsēh ī jahūdagān kard.
شهر خوارزم را نرسه، پسر زن جهود، بنا کرد.

## تفسیر مورخان

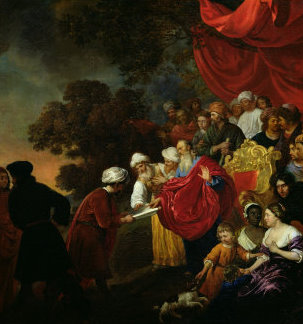
در زمان کوروش بزرگ، رهبر یهودیان تبعیدی (رش گالوت)، زروبابل نام داشت. در این نقاشی، زروبابل نقشه شهر بابل را به کوروش تقدیم کرده‌است.

یزدگرد نسبت به یهودیان با احترام و مهربانی رفتار می‌کرد، و یهودیان او را «کوروشِ نو» خواندند. برخی حتی آورده‌اند که همسرش، شوشان‌دخت (سوسنه)، دختر راس جالوت و مادر بهرام و نرسه بود و یزدگرد به درخواست همسرش، یهودیان را در جی اسکان داد.
فرای معتقد است که ازدواج یزدگرد با بطریق یهود امپراتوری، راس جالوت، افسانه است. دریایی می‌گوید که ماجرای این ازدواج، چه درست و چه نادرست، نماینگر تسامح و رواداری دینی یزدگرد است. او می‌افزاید کلمه پهلوی rēš galut همان resh galutha آرامی به معنای «پیشوای اسیران بابل» است. منابع غیر ساسانی نیز از نزدیکی روابط یهودیان و ساسانیان خبر می‌دهند. این دو اشاره، مربوط به یزدگرد یکم است. به نوشته آیلرز، در آن زمان قصر یهودیان تبعیدی در ماحوزا، یعنی مدائن (تیسفون) بود؛ اما بعدها حله بر کران فرات ۶ کیلومتری خرابه‌های بابل، شهر مرکزی یهودیان عراق شد. نتصر می‌گوید در هیچ جای تلمود، سخنی از ازدواج یزدگرد و شوشان‌دخت نیست. نیسنر هم در صحت چنین ازدواجی تردید دارد، ولی معتقد است که این افسانه، پرورانده و قدرت‌گرفته ذهن یهودیان ساکن اصفهان و دیگر شهرهای ایران باشد.
ویدن‌گرن آورده‌است که پیشینه شهر شوش، به عنوان یکی از پایتخت‌های هخامنشیان، بسی بیشتر از عمر شوشان‌دخت است و این گزارش را ساختگی می‌داند. مارکوارت هم تنها اشتراک این دو اسم (شوش و شوشان‌دخت) را فقط تشبیه اسمی می‌داند و می‌نویسد که شوشین‌دخت، مردمان یهودی را در این منطقه اسکان داده‌است، همچنان که در شهرستان‌های ایرانشهر به سکونت دادن یهودیان در اصفهان توسط این ملکه هم اشاره شده‌است.
داستان‌های تلمودی می‌گویند که یزدگرد با ربی‌ها، با ادب و نزاکت فراوان رفتار می‌کردند و در گفتگوی با آنها، از کتاب مقدس شاهد می‌آورد. ربی آشی از مجتهدان بزرگ یهودیان آن دوره مقرر داشت که با اینکه معمولاً کسی اجازه ندارد به کافران آهن بفروشد، فروش آهن به ایرانیان «که از ما پشتیبانی می‌کنند» را روا دانست. همچنین در تلمود آمده‌است که هنگامی که یزدگرد به تخت می‌نشست، سه نفر از نمایندگان یهود ایرانی، یعنی ربی اشی (نماینده شهر سورا)، مرزوما (نماینده شهر پومپدتیا) و آمسمار (نماینده نهردعا) هم حضور داشتند.

## برای مطالعهٔ بیشتر
- Dov Gilat, Yitzhak (2007). "AMEIMAR". Encyclopaedia Judaica (به انگلیسی) (2nd ed.). New York: Thomson Gale. p. ۳۷–۳۸.
- Safrai, Shmuel (2007). "HUNA BEN NATHAN". Encyclopaedia Judaica (به انگلیسی). Vol. ۹ (2nd ed.). New York: Thomson Gale. p. ۶۰۱.
- Zobel, Moshe Nahum (2007). "ASHI". Encyclopaedia Judaica (به انگلیسی) (2nd ed.). New York: Thomson Gale. p. ۵۶۵–۵۶۶.